# Communauté de communes Pays de Nay
Die Communauté de communes Pays de Nay (inoffiziell: Communauté de communes du Pays de Nay) ist ein französischer Gemeindeverband mit der Rechtsform einer Communauté de communes in den Départements Pyrénées-Atlantiques und Hautes-Pyrénées der Regionen Nouvelle-Aquitaine und Okzitanien. Sie wurde am 1. Januar 2000 gegründet und umfasst 29 Gemeinden. Der Verwaltungssitz befindet sich im Ort Bénéjacq. Die Besonderheit liegt in der Département- und Regions-übergreifenden Struktur der Gemeinden.

## Historische Entwicklung
Der Gemeindeverband wurde 2011 umbenannt von seinem ursprünglichen Namen Communauté de communes de la Vath Vielha.
2014 wurden die Gemeinden Arbéost und Ferrières aus dem benachbarten Département Hautes-Pyrénées integriert.
Mit Wirkung vom 1. Januar 2017 traten die Gemeinden Assat und Narcastet von der aufgelösten Communauté de communes Gave et Coteaux dem hiesigen Gemeindeverband bei.
Mit Wirkung vom 1. Januar 2018 verließ die Gemeinde Labatmale die Communauté de communes du Nord Est Béarn und schloss sich dem hiesigen Verband an.

## Mitgliedsgemeinden
| Gemeinde                           | Einwohner 1. Januar 2022 | Fläche km² | Dichte Einw./km² | Code INSEE | Postleitzahl | Region             | Département          |
| ---------------------------------- | ------------------------ | ---------- | ---------------- | ---------- | ------------ | ------------------ | -------------------- |
| Angaïs                             | 895                      | 5,94       | 151              | 64023      | 64510        | Nouvelle-Aquitaine | Pyrénées-Atlantiques |
| Arbéost                            | 78                       | 14,90      | 5                | 65018      | 65560        | Okzitanien         | Hautes-Pyrénées      |
| Arros-de-Nay                       | 816                      | 13,47      | 61               | 64054      | 64800        | Nouvelle-Aquitaine | Pyrénées-Atlantiques |
| Arthez-d’Asson                     | 458                      | 7,32       | 63               | 64058      | 64800        | Nouvelle-Aquitaine | Pyrénées-Atlantiques |
| Assat                              | 2.055                    | 9,47       | 217              | 64067      | 64510        | Nouvelle-Aquitaine | Pyrénées-Atlantiques |
| Asson                              | 1.997                    | 83,02      | 24               | 64068      | 64800        | Nouvelle-Aquitaine | Pyrénées-Atlantiques |
| Baliros                            | 504                      | 3,64       | 138              | 64091      | 64510        | Nouvelle-Aquitaine | Pyrénées-Atlantiques |
| Baudreix                           | 585                      | 2,00       | 293              | 64101      | 64800        | Nouvelle-Aquitaine | Pyrénées-Atlantiques |
| Bénéjacq                           | 1.987                    | 17,04      | 117              | 64109      | 64800        | Nouvelle-Aquitaine | Pyrénées-Atlantiques |
| Beuste                             | 675                      | 5,84       | 116              | 64119      | 64800        | Nouvelle-Aquitaine | Pyrénées-Atlantiques |
| Boeil-Bezing                       | 1.330                    | 8,50       | 156              | 64133      | 64510        | Nouvelle-Aquitaine | Pyrénées-Atlantiques |
| Bordères                           | 676                      | 4,58       | 148              | 64137      | 64800        | Nouvelle-Aquitaine | Pyrénées-Atlantiques |
| Bordes                             | 2.878                    | 7,27       | 396              | 64138      | 64510        | Nouvelle-Aquitaine | Pyrénées-Atlantiques |
| Bourdettes                         | 506                      | 2,24       | 226              | 64145      | 64800        | Nouvelle-Aquitaine | Pyrénées-Atlantiques |
| Bruges-Capbis-Mifaget              | 850                      | 16,55      | 51               | 64148      | 64800        | Nouvelle-Aquitaine | Pyrénées-Atlantiques |
| Coarraze                           | 2.170                    | 14,84      | 146              | 64191      | 64800        | Nouvelle-Aquitaine | Pyrénées-Atlantiques |
| Ferrières                          | 87                       | 16,97      | 5                | 65176      | 65560        | Okzitanien         | Hautes-Pyrénées      |
| Haut-de-Bosdarros                  | 325                      | 12,31      | 26               | 64257      | 64800        | Nouvelle-Aquitaine | Pyrénées-Atlantiques |
| Igon                               | 1.008                    | 5,33       | 189              | 64270      | 64800        | Nouvelle-Aquitaine | Pyrénées-Atlantiques |
| Labatmale                          | 258                      | 3,32       | 78               | 64292      | 64530        | Nouvelle-Aquitaine | Pyrénées-Atlantiques |
| Lagos                              | 468                      | 4,46       | 105              | 64302      | 64800        | Nouvelle-Aquitaine | Pyrénées-Atlantiques |
| Lestelle-Bétharram                 | 795                      | 8,63       | 92               | 64339      | 64800        | Nouvelle-Aquitaine | Pyrénées-Atlantiques |
| Mirepeix                           | 1.254                    | 3,29       | 381              | 64386      | 64800        | Nouvelle-Aquitaine | Pyrénées-Atlantiques |
| Montaut                            | 1.121                    | 15,41      | 73               | 64400      | 64800        | Nouvelle-Aquitaine | Pyrénées-Atlantiques |
| Narcastet                          | 756                      | 4,56       | 166              | 64413      | 64510        | Nouvelle-Aquitaine | Pyrénées-Atlantiques |
| Nay                                | 3.203                    | 5,27       | 608              | 64417      | 64800        | Nouvelle-Aquitaine | Pyrénées-Atlantiques |
| Pardies-Piétat                     | 447                      | 7,47       | 60               | 64444      | 64800        | Nouvelle-Aquitaine | Pyrénées-Atlantiques |
| Saint-Abit                         | 300                      | 4,22       | 71               | 64469      | 64800        | Nouvelle-Aquitaine | Pyrénées-Atlantiques |
| Saint-Vincent                      | 395                      | 16,61      | 24               | 64498      | 64800        | Nouvelle-Aquitaine | Pyrénées-Atlantiques |
| Communauté de communes Pays de Nay | 28.877                   | 324,47     | 89               | –          | –            | –                  | –                    |